# Puerto de Detroit
El Puerto de Detroit se encuentra a lo largo del lado occidental del río Detroit y es el puerto marítimo más grande del estado de Míchigan (Estados Unidos). Lo supervisa la Autoridad Portuaria del Condado de Detroit/Wayne, una junta directiva de cinco miembros nombrada por el estado de Míchigan, el condado de Wayne y la ciudad de Detroit. El puerto se encuentra en la calle 130 E. Atwater del Downtown y consta de múltiples terminales que manejan carga general, líquida y a granel, así como pasajeros. El producto básico más valioso del Puerto de Detroit es el acero, y el producto más grande manejado por tonelaje es el mena. Otros productos importantes que se manejan en el puerto incluyen piedra, carbón y cemento. 

## Visión general
La autoridad portuaria se rige por una junta compuesta por cinco miembros. Dos miembros son nombrados por el gobierno de la ciudad de Detroit, dos miembros son nombrados por el gobierno del condado de Wayne y un miembro es designado por el gobernador de Míchigan. Estas partes también proporcionan la financiación operativa para la autoridad. Las operaciones diarias son supervisadas por un director ejecutivo contratado. La autoridad está encargada de ayudar en la aplicación de las subvenciones estatales y federales, así como de facilitar las mejoras capitales del puerto. La autoridad también participa en programas ambientales, como la remoción de embarcaciones abandonadas de las vías fluviales locales, y se le permite financiar bonos para terminales portuarias u otro desarrollo a lo largo de la ribera del río.

## Historia
El Distrito Portuario del Condado de Detroit Wayne se estableció en 1933, aunque la Autoridad Portuaria del Condado de Detroit/Wayne no se organizó hasta 1978. La primera reunión de la junta directiva de la autoridad se llevó a cabo el 10 de octubre de 1980 y Henry Ford II fue elegido como su primer presidente.
En marzo de 2021, la autoridad y Ambassador Port Co., propiedad de la familia Moroun, llegaron a un acuerdo para rescindir su Contrato de Concesión Marco (MCA) celebrado en 2005. Ambassador Port Co. prestó a la autoridad 2.1 millones de dólares para evitar el incumplimiento de la autoridad en los bonos emitidos por Detroit Port Development Co., propiedad de la ciudad. A cambio, Ambassador Port Co. se convirtió en el único operador del puerto por un período de 100 años. Aunque el acuerdo especificaba que el 2,5 % de la utilidad neta de las operaciones portuarias debía ir a la autoridad, todos estos ingresos se utilizaron para cancelar el préstamo; sin otras operaciones importantes que generen ingresos, la autoridad solo había pagado 100 000 dólares del principal del préstamo. La terminación del trato perdonó el préstamo de la autoridad, le proporcionó 1 millón de dólares para uso general y requirió que Ambassador Port Co. gastara 2 millones de dólares en la eliminación de la plaga. A cambio, Ambassador Port Co. adquirió NT&D Detroit Terminal.

## Instalaciones

### Transporte
El puerto de Detroit contiene varias terminales en Detroit, River Rouge y Ecorse. La carga general se procesa a través de la Terminal NT&D Detroit y la Terminal NT&D Ecorse, operadas por Nicholson Terminal & Dock Company. Las cargas líquidas y a granel específicas se procesan en otras terminales a lo largo de los ríos Detroit y Rouge. Todas las terminales marítimas del Puerto de Detroit son de propiedad y operación privadas.

### Pasajeros
La autoridad portuaria abrió el muelle público y la terminal Carl M. Levin de 22 millones de dólares el 18 de julio de 2011 para atraer cruceros de los Grandes Lagos y posiblemente para comenzar el servicio de ferry de pasajeros entre Detroit y Windsor, Ontario. La terminal de dos pisos y 1950 m² está ubicada en 130 East Atwater Street entre el Renaissance Center y Hart Plaza , e incluye un muelle de 76 m frente a la costa. Un área de procesamiento de aduanas está ubicada en el primer piso del edificio de la terminal, y un salón público y un balcón al aire libre en el segundo piso. Las oficinas de la Autoridad Portuaria del Condado de Detroit/Wayne también se encuentran en la instalación.